# Alfred Kettig
Alfred Kettig (* 23. September 1903 in Staßfurt; † 3. Dezember 1951 in Dessau) war ein deutscher Politiker (KPD) und Widerstandskämpfer gegen das NS-Regime. Er war Abgeordneter des Landtages des Freistaates Anhalt.

## Leben
Kettig, Sohn eines Schmiedes und einer Hausfrau, besuchte die achtjährige Volksschule und absolvierte anschließend von 1917 bis 1920 eine Lehre zum Schlosser in der Königlich-Preußischen Berlepsch-Maybach-Schachtanlage in Staßfurt. Im Dezember 1918 trat Kettig dem Deutschen Metallarbeiterverband bei. Bereits während seiner Lehrzeit engagierte er sich als Jugendvertreter in der Funktion des Jugend-Vertrauensmannes in seinem Betrieb. Kettig war auch Mitglied des Ortskartells des Allgemeinen Deutschen Gewerkschaftsbundes und engagierte sich hier ebenfalls als Jugendvertreter. 1920 wurde Kettig wegen Beteiligung an einem Streik der Kalibergarbeiter aus dem Betrieb entlassen. Er ging anschließend nach Unterbreizbach auf Montage. Im benachbarten Philippsthal organisierte Kettig eine Gruppe der Sozialistischen Proletarierjugend (SPJ). Noch im selben Jahr ging er ins thüringische Nordhausen, wo er für die Bau- und Kälteindustrie Gepphardt und König arbeitete. Nachdem er hier einen Streik organisiert hatte, verlor er nach kurzer Zeit erneut seinen Arbeitsplatz. Kettig arbeitete anschließend als Fördermann im Kalischacht Immenrode bei Wolkramshausen. Einige Monate später kehrte er nach Staßfurt zurück und engagierte sich in seinem alten Betrieb als Fürsorgearbeiter.
Im selben Jahr trat er der Unabhängigen Sozialdemokratischen Partei Deutschlands bei und war in der Ortsgruppe Staßfurt zeitweise ihr Zweiter Vorsitzender. Zuvor hatte Kettig bereits in Staßfurt eine Gruppe der Sozialistischen Proletarierjugend geleitet. 1920 wurde er Mitglied des Kommunistischen Jugendverband Deutschlands (KJVD). Später war er Unterbezirksleiter des KJVD in Staßfurt. Von 1922 bis 1928 war Kettig arbeitslos. 1922 wurde er von der KPD in den Roten Erwerbslosenausschuss delegiert. Zunächst war er dort Jugendvertreter, später ehrenamtlicher Leiter der Erwerbslosenberatungsstelle. Im August 1923 trat Kettig der Kommunistischen Partei Deutschlands (KPD) bei und brachte sich auch dort zunächst als Jugendvertreter aktiv ein. Von 1925 bis 1932 fungierte er als Erster Vorsitzender bzw. als Politischer Leiter des Unterbezirks Staßfurt, Halberstadt, Quedlinburg, Thale der KPD, zudem war er Mitglied des Bezirksausschusses Magdeburg-Anhalt der KPD. Am 20. Mai 1928 wurde Kettig in den Landtag des Freistaates Anhalt gewählt, dem er bis 1932 angehörte. 1932/33 war er Mitarbeiter des Kampfbundes gegen den Faschismus.
Nach der „Machtergreifung“ der Nationalsozialisten betätigte sich Kettig weiterhin illegal für die KPD. Am 11. März 1933 wurde er in Aschersleben festgenommen und nach Halberstadt überführt. Kettig gehörte zu den ersten 42 Gefangenen, welche die SA in das KZ Oranienburg verschleppte. Wegen Hochverrats angeklagt, musste sein Verfahren jedoch aufgrund mangelnder Beweise vom Reichsgericht in Leipzig fallengelassen werden. Kettig kam dennoch nicht frei, sondern blieb als „Schutzhäftling“ im KZ Oranienburg inhaftiert.
Als ehemaliger Abgeordneter der KPD im Anhaltischen Landtag wurde er besonders schikaniert. Zusammen mit elf weiteren ehemaligen Abgeordneten der KPD und SPD – darunter Paul Kmiec (KPD), Friedrich Ebert junior (SPD) und Ernst Heilmann (SPD) – wurde Kettig unter den Augen der Bevölkerung von SA-Männer durch Oranienburg getrieben und gezwungen, Wahlplakate, Plakat- und Klebereste vergangener Wahlkämpfe zu entfernen. Nachdem Gerhart Seger, einem ehemaligen Landtagsabgeordneten der SPD, im Dezember 1933 die Flucht aus dem KZ Oranienburg gelungen war, wurde Kettig besonders scharf behandelt und bewacht. Zusammen mit Heilmann musste er Strafarbeiten verrichten.
Anfang 1934 wurde Kettig ins KZ Roßlau, im August 1934 ins KZ Lichtenburg überführt. Schließlich kam er im Oktober 1934 ins KZ Columbia-Haus nach Berlin. Wegen angeblicher Meuterei peitschten die Wachmänner Kettig und weitere Genossen öffentlich aus. Anschließend wurde Kettig wochenlang misshandelt und im Februar 1935 zu einer sogenannten „Sonderausbildung“ ins KZ Lichtenburg zurückverlegt. Diese Ausbildung bestand aus quälenden „Sportübungen“. Danach musste Kettig schwere Dienste in der Wäscherei und in einer Arbeitskolonne verrichten. Am 12. Dezember 1935 wurde Kettig aus dem KZ Lichtenburg entlassen. Von 1935 bis 1937 musste er als Straßenkehrer und Reinigungskraft für öffentliche Toiletten in Staßfurt arbeiten. Ab 1937 arbeitete er in der Soda-Fabrik Staßfurt. Hier nahm er erneut Kontakt zu Kommunisten und Sozialdemokraten auf. Kettig wurde denunziert und im Jahre 1940 erneut verhaftet. Er wurde zu eineinhalb Jahren Gefängnis verurteilt und in Magdeburg inhaftiert. Während seiner Haftzeit musste er im Raum Magdeburg nach Blindgängern suchen und graben. Nach seiner Haftentlassung im September 1942 arbeitete Kettig in Magdeburg bei Walter Müller in einem kleinen Unternehmen. Während dieser Zeit nahm Kettig Kontakt zu Hans und Albert Schlee, Walter und Arthur Bobe, Philipp Danz, Friedrich Rödel und Fritz Bruse auf. Zusammen gründeten sie die Gruppe „Bund Freies Deutschland“ und bauten Verbindungen zu zahlreichen weiteren Widerstandsgruppen auf. Am 5. Januar 1944 wurde Kettig ins Strafbataillon 999 nach Baumholder gepresst. Seine Einheit wurde ab Juni 1944 auf dem Balkan zum Minenlegen und zur Straßensicherung eingesetzt. Im Herbst 1944 wurde er nach Nordgriechenland verlegt, wo er in der Waffenmeisterei arbeiten musste. Noch während des Rückzuges der Wehrmacht verhaftete ihn die SS am 17. Februar 1945 in Sarajewo wegen seiner leitenden Tätigkeit in der Gruppe „Bund Freies Deutschland“ und überführte ihn nach Magdeburg. Am 3. April 1945 übergab man ihn der Gestapo, die den an Malaria erkrankten und geschwächten Kettig in ein Gerichtslazarett brachte.
Durch US-amerikanische Truppen am 13. April 1945 befreit, organisierte Kettig in Magdeburg, anschließend in Staßfurt, den Wiederaufbau der KPD. Er wurde Organisationssekretär des Unterbezirkes Magdeburg der KPD, dann Instrukteur in Zerbst. Kettig erhielt auch den Auftrag, die Einigung der Gewerkschaften vorzubereiten. Auf der ersten Kreiskonferenz des neu gegründeten Freien Deutschen Gewerkschaftsbundes (FDGB) wurde er für sein Engagement ausgezeichnet. Ab 1946 arbeitete Kettig als Instrukteur der SED-Kreisleitung Dessau. Ende 1946 nahm er an einem Lehrgang zur Ausbildung von Kreisparteischulleitern teil. 1947 wurde er Leiter der neugegründeten Betriebsparteischule der Firma Polysius in Dessau, ab 1948 war er Schulungsleiter der Konsumgenossenschaft in Dessau. Ab Oktober 1949 fungierte er als Erster Sekretär der Betriebsparteiorganisation der SED im VEB Filmfabrik Wolfen.
Kettig verstarb am 3. Dezember 1951 aufgrund seiner durch die langjährige Haft, Misshandlungen und den Dienst im Strafbataillon zerrütteten Gesundheit im Alter von nur 48 Jahren.